# Eleições parlamentares no Iraque em 2010

As eleições parlamentares iraquianas de 2010 foram realizadas em 7 de março, em conjunto com um referendo. As  eleições a maioria para o bloco Al-Iraqyia, do ex-premiê Iyad Allawi, que teve apenas dois assentos a mais que a Aliança do Estado de Direito, coalizão xiita liderada por Nouri al-Maliki. O Parlamento não conseguiu entrar em acordo para apontar um novo premiê. Analistas avaliam que a ausência de um governo sólido favorece a ocorrência de novos episódios de violência sectária.

## Resultados Oficiais
| Partido                 | Partido                      | Votos      | %             | +/-  | Deputados | +/-  |
| ----------------------- | ---------------------------- | ---------- | ------------- | ---- | --------- | ---- |
|                         | Movimento Nacional Iraquiano | 2 849 612  | 24,7 / 100,0  | Novo | 91 / 325  | Novo |
|                         | Coligação Estado de Direito  | 2 792 083  | 24,2 / 100,0  | Novo | 89 / 325  | Novo |
|                         | Aliança Nacional Iraquiana   | 2 092 066  | 18,2 / 100,00 | 23,0 | 70 / 325  | 58   |
|                         | Lista Curda (PDK-UPK)        | 1 681 714  | 14,6 / 100,00 | 7,1  | 43 / 325  | 10   |
|                         | Movimento pela Mudança       | 476 478    | 4,1 / 100,00  | Novo | 8 / 325   | Novo |
|                         | Aliança Unidade do Iraque    | 306 647    | 2,7 / 100,00  | Novo | 4 / 325   | Novo |
|                         | Frente do Acordo Iraquiano   | 298 226    | 2,6 / 100,00  | 12,5 | 6 / 325   | 38   |
|                         | União Islâmica do Curdistão  | 243 720    | 2,1 / 100,00  | 0,8  | 4 / 325   | 1    |
|                         | Grupo Islâmico do Curdistão  | 152 530    | 1,3 / 100,00  | -    | 2 / 325   | -    |
|                         | Minorias                     | 61 153     | 0,5 / 100,0   |      | 8 / 325   | 2    |
| Total                   | Total                        | 11 526 412 | 100,0 / 100,0 |      | 325 / 325 | 50   |
| Eleitorado/Participação | Eleitorado/Participação      | 18 892 000 | 62,4 / 100,0  | 17,2 |           |      |

FONTE: Themajlis.org (em inglês)